# عفيف (اسم)
عَفيف اسم من أصله من اللغة العربية، وهو على صيغة اسم فاعل من عَفَّ يعف عفة فهو عَفيف، الجمع أعفَّاءُ وأعِفَّة، المؤنث: عفيفة، والجمع للمؤنث: عفيفات وعفائفُ.
هو اسم أو صفة مشبهة يدلّ على الثبوت والعَفَّة عن الخبائث والأمور المستنكرة. وهو الإنسان المتصف بالخلق الحسن الطاهر الروح والنفس، الإنسان الفاضل، المتصف بمكارم أخلاق النبل والنزاهة، الذي يعف عن المحارم وعن أذى الناس والمكاره، وهو الإنسان الصابر الخيِّر إلى طريق الخير. وهو اسم يعني أيضا ذلك الإنسان الممتنع عن أخذ ما لا يحلُّ له، ولا يجمل به أخذه، طاهر النفس والجسد، المتعفف عن الأنانية وشهواتها وغرائزها الحيوانية.
ويقال إِنْسَانٌ عَفِيفٌ: أي ذُو عِفَّةٍ وعَفِيفُ النَّفْسِ: أَبِيُّ النَّفْسِ فِي قَوْلِهِ وَفِعْلِهِ. وعَفِيفُ اليَدِ: إنسان خَيِّرٌ سلم الناس في معاملاته معه ولا يرون إلا خيرا وأمانة منه. ويقال في اسم المؤنث اِمْرَأَةٌ عَفِيفَةٌ: ي الْمُتَّصِفَةُ بِالعِفَّةِ والطهارة، وعَفِيفَةُ قَوْمِهَا أي السَّيِّدَةُ الْخَيِّرَةُ وأفضل القوم نزاهة وطهارة. ويقال عفيف اللِّسان أي لا يتكلّم إلاّ كلامًا طيبًا.

## أضداد ومرادفات
- مرادفات كلمة عَفِيف:

الطيب، البارّ، بَرِيء، شَرِيف، صَادِق، صَالِح، صَدَّيق، صَدِّيق، صِدِّيق، طاهِر، طَاهِر، طَاهِر الثِّيابِ، مَصُون، مُحْصَن، مُسْتَقِيم، نَزِيه، نَقِيّ، نَقِيّ العرض، بَرْز، طَاهِر، حَكِيم.
- - مرادفات كلمة عَفِيف النَّفس: زاهِد، فاضل، قانِع، قَنُوع، مُسْتَكْفٍ.[7]
- أضداد كلمة عَفِيف:

الخبيث، المُتَهَتِّك، المُتَبَذِّل، المَاجِن، الخَلِيع، الزَّاني، الباغي، الفاجر، الفاسِق، الآثِم، الأَثيم، الدَّنيّ، أَفَّاكٌ، خليعٌ، خَلِيعٌ، داعِرٌ، داعِرُ، دَنِسٌ، رَجِسٌ، زانٍ، طالِحٌ، عاقٌّ، عاهِرٌ، فاجِرٌ، فاسِقٌ، قَذِرٌ، كاذِبٌ، ماجِنٌ، متهتِّكٌ، مُتَهَتِّكٌ، مُتَهَلِّلٌ، مُفْتَرٍ، نَجِسٌ.
- - أضداد كلمة عَفِيف اللِّسَان: بَذِيء اللِّسَان، ذَرِبه، سَلِيطه، سَفِيهه.
  - أضداد كلمة عَفِيف النَّفس: شَرِهٌ، طَمَّاعٌ، نَهِمٌ.[7]

## في المعاجم العربية

### عفيف في لسان العرب
يعِفُّ عِفَّةً وعَفّاً وعَفافاً وعَفافة فهو عَفِيفٌ وعَفٌّ أَي كَفَّ وتعفَّفَ واسْتَعْفَفَ وأَعفَّه اللّه وفي التنزيل ولْيَسْتَعْفِف الذين لا يَجِدون نكاحاً فسَّره ثعلب فقال ليَضْبِطْ نفسه بمثل الصوم فإنه وِجاء وفي الحديث من يَسْتَعْفِف يُعِفّه اللّه الاسْتِعْفاف طلَبُ العَفافِ وهو الكَفُّ عن الحرام والسؤال من الناس أَي من طلب العِفّة وتكلَّفها أَعطاه اللّه إياها وقيل الاستعفاف الصبْر والنَّزاهة عن الشيء ومنه الحديث اللهم إني أَسأَلك العِفّة والغِنى والحديث الآخر فإنهم ما علمت أَعِفّةٌ صُبُر جمع عَفِيف ورجل عَفٌّ وعَفِيف والأُنثى بالهاء وجمع العَفِيف أَعِفّة وأَعِفّاء ولم يُكَسِّروا العَفَّ وقيل العَفِيفة من النساء السيدة الخَيْرةُ وامرأَة عَفِيفة عَفّة الفَرج ونسوة عَفائف ورجل عَفِيف وعَفٌّ عن المسأَلة والحَرْصِ والجمع كالجمع قال ووصف قوماً أَعِفّة الفَقْرِ أَي إذا افتقروا لم يغْشَوُا المسأَلة القبيحة وقد عَفَّ يعِفّ عِفَّة واستعَفَّ أَي عَفَّ وفي التنزيل ومن كان غنيّاً فليَستعْفِفْ وكذلك تعَفَّفَ وتعَفَّفَ أَي تكلَّف العِفَّة وعَفَّ واعْتَفَّ من العِفَّة قال عمرو بن الأَهتم إنَّا بَنُو مِنْقَرٍ قومٌ ذَوُو حَسَبٍ فِينا سَراةُ بَني سَعْدٍ وناديها جُرْثُومةٌ أُنُفٌ يَعْتَفُّ مُقْتِرُها عن الخَبِيثِ ويُعْطِي الخَيْرَ مُثْريها وعَفيفٌ اسم رجل منه والعُفّةُ والعُفافةُ بقيَّة الرَّمَثِ في الضَّرْع وقيل العُفافةُ الرَّمَث يَرْضَعُه الفَصِيلُ وتعَفَّف الرجل شرب العُفافة وقيل العُفافة بقية اللبن في الضرع بعدما يُمتَكُّ أَكثره قال وهي العُفّة أَيضاً وفي الحديث حديث المغيرة لا تُحَرِّمُ العُفّةُ هي بقية اللبن في الضَّرْع بعد أَن يُحْلَب أَكثر ما فيه وكذلك العُفافة فاستعارها للمرأَة وهم يقولون العَيْفة قال الأَعشى يصف ظبية وغزالها وتَعادى عنه النهارَ فما تَعْ جُوه إلا عُفافةٌ أَو فُواقُ نصب النهار على الظرف وتَعادى أَي تَباعدُ قال ابن بري وهذا البيت كذا ورد في الصحاح وهو في شعر الأَعشى ما تعادى عنه النهار ولا تع جُوه إلا عُفافةٌ أَو فُواقُ أَي ما تَجاوزُه ولا تُفارِقُه وتَعْجُوه تَغْذُوه والفُواق اجتماع الدّرّة قال ومثله للنّمر بن تَوْلَب بأَغَنَّ طِفْلٍ لا يُصاحِبُ غيره فله عُفافةُ دَرِّها وغِزارُها وقيل العُفافة القليل من اللبن في الضرْع قبل نزول الدِّرّة ويقال تَعافَّ ناقتكَ يا هذا أَي احْلُبْها بعد الحلبة الأُولى وجاء فلان على عِفّانِ ذلك بكسر العين أَي وقْتِه وأَوانه لغة في إفَّانه وقيل العُفافة أَن تُترك الناقةُ على الفصيل بعد أَن يَنْقُص ما في ضرعها فيجتمع له اللبن فُواقاً خفيفاً قال الفراء العفافة أَن تأْخذ الشيء بعد الشيء فأَنت تَعْتَفُّه والعَفْعَفُ ثمر الطلح وقيل ثمر العِضاه كلها ويقال للعجوز عُفّة وعُثّة والعُفّة سمكة جَرْداء بيضاء صغيرة إذا طُبِخت فهي كالأَرُزّ في طعمها.

### معجم الصحاح في اللغة
عَفَّ عن الحرامِ يَعِفُّ عَفَّا وعِفَّةً وعفافاً وعَفافةً، أي كفَّ؛ فهو عفٌّ وعفيفٌ، والمرأة عَفَّةٌ وعَفيفَةٌ. وأعَفَّه الله. واستعَفَّ عن المسألة، أي عَفَّ. وتعَفَّفَ، أي تكلَّف العِفَّة. والعُفَّة والعُفافة بالضم فيهما: بقيَّة اللبن في الضرع. وتَعَفَّفَ الرجل، أي شرب العُفافةَ. ويقال: تَعافَّ يا هذا ناقَتَكَ، أي احْلبها بعد الحلبة الأولى. وقولهم: جاء فلان على عِفَّانِ ذلك، بكسر العين: لغةٌ في إفَّانِ ذلك، أي حينه وأوانه.

### عفيف في تاج العروس
عَفَّ الرَّجُلُ عَفَّاً وعَفَافَاً وعَفافَةً بفتحهنَّ وعِفَّةً بالكسرِ وهو يَعِفُّ قال شيخُنا: ظاهِرُ إِطلاقِه أَنَّ المُضارعَ منه بالضَّمِّ ككَتَبَ ولا قائِلَ بهِ بل هو كَضَربَ لأَنه مُضَعَّفٌ لازمٌ وقاعدَةُ مُضارِعةِ الكسرُ إِلا ما شَذَّ منه: كما قَدّمْناه فَهُو عَفٌّن وعَفِيفٌ: أَي: كَفَّ عن الحَرامِ كما في الصِّحاح وفي المُحْكَمِ: عَمّا لا يحِل ولا يَجْمُلُ وقيل: عن المَحارِمِ والأَطْماعِ الدَّنِيَّةِ قال ذو الأُصبعُّ العَدْوانِيُّ:
عَفٌّ يَؤُوسٌ إِذا ما خِفْتُ من بَلَدٍ... هُوناً فَلَسْتُ بوَقّافٍ على الهُونِ كاسْتَعَفَّ ومنه الحديثُ : واسْتَعْفِفْ من السُّؤالِ ما اسْتَطَعْتَ وفي التّنْزيلِ : «ومَنْ كنَ غَنِيَّاً فَلْيَسْتَعْفِفْ». وكذلك تَعَفَّفَ. وقيل : الاسْتِعْفافُ : طَلَبُ العفافِ وهو الكَفُّ عن الحَرامِ والسُّوالِ من النّاسِ والتَّعَفُّفُ : الصَّبْرُ والنَّزاهَةُ من الشَّيْءِ. ج : أَعِفّاءُ هو جمع عَفِيفٍ ولم يكَسِّرُوا العَفَّ. وهي عَفَّةٌ وعَفِيفَةٌ ج : عَفائِفُ وعَفِيفاتٌ يُقال : العَفِيفَةُ من النّساءِ : السِّيدَةُ الخَيِّرَةُ. وامرأَةٌ عَفِيفَةٌ : عَفَّةً الفَرْجِ وأَعَفَّهُ الله. وتَعَفَّفَ : تَكَلَّفَهَا نَقَله الجَوْهَرِيُّ ومنه قول جَريرٍ :
وقائِلةٍ ما للفَرَزْدَقِ لا يُرَى... مع السِّنِّ يَسْتَغْنِي ولا يَتَعَفَّفُ
وعُفَيِّفٌ مُصغراً مشدداً : ابنُ مَعْدِي كَرِبَ عن النبيِّ صلىّ اللهُ عليه وسَلّم وعنه ابنُه فَرْوَة وقِيل : سَعِيدٌ. وعَطِيَّةُ بنُ عازِبِ بنِ عُفَيْفٍ الكِنديُّ كزُبَيْرٍ وهو الكَثِيرُ المَشهورُ أَو كأَمِيرٍ هكذا ضَبَطَه بَعْضُهمُ : صحابِيانِ. قلتُ : أَمّا الأَولُ : فقد اخْتُلِفَ في حديثهِ على هِشامِ بن الكَلْبِيّ فقِيلَ : عن سَعِيدِ بن فَرْوَةَ بنِ عُفَيِّفٍ عن أَبِيهِ عن جَدِّهِ وقِيلَ : عنه عن فَرْوَةَ بنِ سَعِيدِ بنِ عُفَيّفٍ عن أَبيهِ عن جَدِّهِ والأَولُ أَصْوَبُ. قلت : وذَكَرَه ابنُ حِبّان في ثِقاتِ التّابِعِينَ وقال : يَرْوي عن عُمَرَ بن الخطّابِ وعنه هارونُ بن عبد الله قال الحافظُ : وفَرّقَ غيرُ واحدٍ بين هذا وبينَ عُفَيِّفٍ قريبِ الأَشْعَثِ ابن قَيْسٍ الذي أَخْرَجَ له النِّسائِيُّ في الخَصائِصِ وقِيل : هُما واحِدٌ. وأَمّا الثاني : فإِنّه شامِيٌّ وقد اخْتُلِفَ في صُحْبتِه وأَكثرُ روايَتِه عن عائشَةَ رضي الله عنها. وابنُ العُفَيْفِ كزُبَيْرٍ : رَوَى عن أَبي بَكْرٍ الصِّديقِ رضِيَ اللهُ تعالَى عنه فهو تابِعِيٌّ ولم يُعْرَف اسمُه وهكذا ذَكَرَهُ الحافِظُ أَيضاَ. وعُفَيِّفُ بنُ بُجَيْدِ بنِ رُؤاسِ وهو الحارثُ بنُ كِلابٍ مُشَدَّدٌ أَيضاً. وعَفِيفٌ كأَمِيرٍ : أَخُوه كذا في جَمْهَرَةِ النَّسَب وضبطه ابنُ ماكُولا كزُبَيْرٍ أَي في أَخِيه. وقالَ ابنُ دُرَيْدٍ : عَفَّ اللَّبَنُ يَعِفُّ بالكسرِ عَفّاً : إِذا اجتَمَع في الضَّرْعِ. أَو عَفَّ اللَّبَنُ فِي الضَّرْعِ : إِذا بَقِيَ فيهِ وهذا عن ابن عَبّادٍ. والعُفَافَةُ بالضَّمِّ : الاسْمُ منه وهو : بَقِيَّةُ اللَّبَنِ في الضَّرْعِ بعد ما امْتُكَّ أَكْثَرُه كالعُفَّةِ بالضَّمِّ أَيضاً نقله الجَوْهَريُّ وأَنْشدَ للأَعْشَى :
وتَعادَى عَنْهُ النّهارَ فما تَعْ... جُوهُ إِلاّ عُفافَةٌ أَو فُواقُ قالَ ابنُ بَرِّيّ : والرِّوايةُ : ما تَعادَى وهي رِوايةُ أَبِي عَمْرٍو وروى الأَصْمَعِيّ : ما تَجافَى. وقَدْ أَعَفَّت الشَّاةُ من العُفافَةِ نقَلهُ ابنُ دُرَيْدٍ. قال : وعَفَّفْتُه تَعْفِيفاً : سَقَيْتُه إِيّاها أَي : العُفافَة. وتَعَفَّفَ : شَرِبَها نَقَلَه الجَوْهَرِيُّ وقالت امْرَأَةٌ لابْنَتِها : تَجَمَّلِي وتَعَفَّفِي : أَي ادَّهِنِي بالجَمِيلِ واشْرَبِي العُفافَةَ. وقولهم : جاءَ فُلانٌ على عِفّانِه بالكَسْر : أَي إِفّانِه أَي : حِينهِ وأَوانِه نقَلَه الجَوْهَرِيُّ وقال ابنُ فارِسٍ : إِنَّه من بابِ الإِبْدالِ. وقال أَبو عَمْرٍو : العِفافُ ككِتابٍ : الدَّواءُ. وقالَ ابنُ الفَرَجِ : العُفَّةُ بالضم : العَجُوزُ كالعُثَّةِ بالثاءِ فهِي من بابِ الإِبْدالِ. والعُفَّةُ أَيضاً : سَمَكَةٌ جَرْداءُ بَيْضاءُ صَغِيرَةٌ طَعْمُ مَطْبُوخِها كالأُرْزِ وعَفّانُ من الأَعلام يُصْرَفُ ولا يُصْرَفُ والكَلامُ فِيهِ كالكَلامِ في حَسان على أَنَّه فَعّالٌ أَو فَعْلان. وعَفّانُ بنُ أَبي العاصِ بن أُمَيَّةَ ابنِ عَبْدِ شَمْسٍ الأَمَوِيَّ والِدُ أَمِيرِ المُؤْمِنِينَ عُثْمانَ رضي اللهُ تعالى عَنْهُ وهو أَخُو الحَكَمِ وسَعِيدٍ وسَعْدٍ. وعَفانُ الأَزْدِيُّ غيرُ مَنْسُوبٍ وقال ابنُ حِبّان في الثِّقاتِ : شَيْخٌ يَرْوِي عن ابنِ عُمَر رَوَى عن ابنِ عُمَرَ رَوَى عنه قَتادَة ونَقَل ابنُ الجَوزِيّ في كِتابِ الضُّعَفاءِ أَنّ الرّازِي قال : إِنّه مجهولٌ ومثله فِي الدِّيوانِ للذَّهَبِيّ فتَأَمّل. وكذا عَفّانُ بنُ سَعِيدٍ عن ابنِ الزُّبَيْرِ فإِنّه مَجْهُولٌ أَيضاً وقد ذكَره ابنُ حِبّان أَيضاً في كتابِ الثِّقاتِ وقالَ : روى عنه مِسْعَرُ بنُ كِدامٍوعَفّانُ بنُ سَيّارٍ الجُرْجانِيّ وَصَل حَدِيثاً مُرْسَلاً. وعَفّانُ بنُ جُبَيْرٍ وعَفّانُ بنُ مُسْلِم : مُحَدِّثُونَ. وعَفّانُ بنُ البُحَيِّرِ السُّلَمِيُّ : صَحابِيٌّ نَزَلَ حِمْص وقِيلَ في اسْمِه : غِفارٌ بالراءِ والفاءِ وقيل : عَقّارٌ بالقاف والراءِ روى عنه جُبَيْرُ بنُ نُفَيْرٍ وخالدُ بنُ مَعْدانٍ وكَثِيرُ بنُ قَيْسٍ. وفاتَه : عفّانُ بنُ حَبِيبٍ رَوَى عنه أَيضاً دَاوُدُ. وأَبو عَفّانَ : غالِب القَطّانُ وأَبو عَفّان عُثْمانُ العُثْمانِيُّ : رَوَيَا إِن كان الأَخيرُ هو أَبو عَفّانَ الأُمَويُّ المَدَنِي الذي رَوَى عن ابنِ أَبي الزِّنادِ فإِنَّ البُخارِي قالَ فِيه : إِنَّه مُنْكَرُ الحَدِيثِ. وقالَ أَبو عمرٍو : العَفْعَفُ كجَعْفَرٍ : ثَمَرُ الطَّلْحِ وقالَ ابنُ دُرَيْدٍ : هو ضَرْبٌ من ثَمَرِ العِضاهِِ. وقالَ ابنُ عَبّادٍ : عَفْعَفَ : إِذا أَكَلَهُ : أَي العَفْعَفَ. ويُقال : تَعافَّ يا مَرِيضُ بتَشْدِيدِ الفاءِ : أَمْرٌ من التَّعافُفِ؛ أَي تداوَ : أَمْرٌ من المُداواةِ وهو ظاهِرٌ وأَصلُه من كلامِ أَبي عَمْرٍو فإِنَّه قالَ : يُقال : بأَيِّ شيءٍ نَتَعافَّ ؟ أَي نَتَداوَى وفي النّامُوسِ : الظّاهِرُ أَنَّ مَعْنَاهُ احْتَمِ نعم لو رُوِيَ بتَخْفِيفِ الفاءِ لَكَانَ معناه ما قاله فيكونُ سَهْواً منه أَو وَهْمَ وإِنَّما المُعْتَرِضُ ذاهبٌ مع الجُمُودِ والتّقْلِيدِ كلَّ مَذْهَبٍ ولا مُنافاةَ بينَ ما جَعَله صَواباً وما قاله المُصَنِّفُ إِذ الاحْتِماءُ هو من أَنواعِ المُداواةِ كما أَشرْنا إِليه فتَأَمّلْ. وتَعافَّ يا هَذا ناقَتَكَ : أَي احْلُبْها بعَدَ الحَلْبَةِ الأُولَى كما في اللِّسانِ والعُبابِ. واعْتَفَّتِ الإِبلُ اليَبِيسَ واسْتَعَفَّتْ : أَخَذَتْه بلِسانِها فَوقَ التُّرابِ مُسْتَصْفِيَةً له كما فِي العُبابِ ومما يُسْتَدْرَكُ عليه : الأَعِفَّةُ : جمعُ عَفِيفٍ ومنه الحديثُ : «فإِنَّهُم - ما عَلِمْت - أَعِفَّةٌ صُبُرٌ». واعْتَفَّ الرَّجُلُ : من العِفَّةِ قالَ عَمْرُو بنُ الأَهْتَمِ : إِنّا بَنُو مِنْقَرٍ قَوْمٌ ذَوُو حَسَبٍ... فِينا سَراةُ بَنِي سَعْدٍ ونادِيها
جُرْثُومةٌ أُنُفٌ يَعْتَفُّ مُقْتِرُها... عن الخَبِيثِ ويُعْطِي الخَيْرَ مُثْرِيها.
وقالَ الفَرّاءُ : العُفافَةُ بالضمِّ : أَنْ تَأخُذَ الشَّيءَ بعدَ الشَّيْءِ فأَنْتَ تَعْتَفُّه. ومُنْيَةُ العَفِيفِ كأَميرٍ : قريةٌ بمِصْرَ بالمُنُوفِيَّة وقد دَخَلْتُها.

## اسم معطى
- عفيف شيا (1947)، مغن وممثل وممثل صوت لبناني